# Биксјер ле Мен
Биксјер ле Мен (фр. Buxières-les-Mines) насеље је и општина у централној Француској у региону Оверња, у департману Алије која припада префектури Мулен.
По подацима из 2011. године у општини је живело 1.060 становника, а густина насељености је износила 22,58 становника/km². Општина се простире на површини од 46,95 km². Налази се на средњој надморској висини од 290 метара (максималној 391 m, а минималној 239 m).

## Демографија
| 1962. | 1968. | 1975. | 1982. | 1990. | 1999. | 2011. |
| ----- | ----- | ----- | ----- | ----- | ----- | ----- |
| 1.373 | 1.661 | 1.379 | 1.380 | 1.241 | 1.180 | 1.060 |

График промене броја становника у току последњих година